# Pasquale Squitieri
Pasquale Squitieri (Napels, 27 november 1938 – Rome, 18 februari 2017) was een Italiaans filmregisseur, scenarioschrijver en politicus.

## Leven en werk

### Opleiding en eerste films
Squitieri studeerde rechten. Daarna was hij werkzaam in de perswereld en deed hij wat ervaring op in de filmwereld als auteur en als acteur. Hij debuteerde in 1969 als filmregisseur met Io e Dio, een drama waarvan hij eveneens het verhaal en het scenario schreef en dat door Vittorio De Sica geproduceerd werd. Kort daarop draaide hij, onder het pseudoniem William Redford, twee spaghettiwesterns: Django sfida Sartana (1970) en La vendetta è un piatto che si serve freddo (1971). Voor de tweede western wist hij Klaus Kinski te strikken, een acteur die in die periode in heel wat spaghettiwesterns te zien was.

### Misdaadfilms en historische drama's

#### Jaren zeventig
In 1972 regisseerde Squitieri de in Napels gesitueerde misdaadfilm met de voor zich sprekende titel Camorra. Dit was de eerste van een hele reeks misdaadfilms waarvan een aantal Poliziottescokenmerken vertoonden. De historische misdaadfilm I guappi (1974) speelde zich opnieuw in Napels en in het milieu van de camorra af. Squitieri castte hier voor het eerst Claudia Cardinale die een jaar later zijn echtgenote werd. L'ambizioso (1975) had het over het meedogenloze lot van een jonge te trotse gangster die getroffen wordt door de wraak van zijn maffiabaas. In Il prefetto di ferro (1977) belichtte Squitieri het leven van de 'ijzeren' prefect Cesare Mori die in 1925 in Palermo de maffia hardhandig aanpakte. Hij gaf Cardinale voor de tweede keer een rol. Dit drama werd in 1978 bekroond met de David di Donatello voor de beste film. Ook in zijn twee volgende misdaadfilms, L'arma (1978) en Corleone (1978), nam Cardinale de vrouwelijke hoofdrol voor haar rekening.

#### Jaren tachtig
Het drama Razza selvaggia (1980) toonde hoe een jonge arbeider uit Zuid-Italië in Turijn zijn werk opgeeft om een louche nachtclub te helpen uitbaten en ten slotte ten onder gaat aan de gevaren van de grootstad. In het historisch drama Claretta (1984) verfilmde Squitieri het dramatisch leven van Clara Petacci, de jonge minnares van Mussolini, die samen met hem geëxecuteerd werd.  Voor haar vertolking van Petacci werd Cardinale verscheidene keren onderscheiden. Voor de misdaadfilm Il pentito (1985) haalde Squitieri zijn inspiratie bij de Siciliaanse maffioso en spijtoptant Tommaso Buscetta. Buscetta was de eerste maffioso die (in de jaren tachtig) de omerta  overtrad. Squitieri situeerde het drama Gli invisibili (1988) in het milieu van het extreemlinkse terrorisme aan het begin van de jaren tachtig. 

#### Jaren negentig
Nadat hij de drugproblematiek al aangekaart had in het drama Viaggia, ragazza, viaggia, hai la musica nelle vene (1973) toonde Squitieri in het drama Atto di dolore (1990) hoe moeilijk een weduwe het heeft om haar kinderen (waaronder een verslaafde zoon) alleen op te voeden. Cardinale behaalde er voor de tweede keer de Globo d'oro voor beste vrouwelijke hoofdrol mee. Squitieri wijdde het historisch drama Stupor Mundi (1998) aan keizer Frederik II. Cardinale nam de rol van Constance van Aragón, de veel oudere echtgenote van Frederik II, voor haar rekening. In zijn vierde historisch drama Li chiamarono... briganti! (1999) evoceerde Squitieri de lotgevallen van Carmine Crocco, een van de vrijwilligers die deelnam aan Giuseppe Garibaldi's 'expeditie van de duizend' in de hoop de beloofde amnestie te krijgen voor de moord op de man die zijn zuster lastigviel.

### Politicus
In de loop der jaren schoof Squitieri meer en meer op naar een rechts gedachtegoed. In 1994 werd hij verkozen tot senator voor de conservatieve Alleanza Nazionale.

### Privéleven
Tussen 1975 en 2001 leefde Squitieri samen met Claudia Cardinale die hem een dochter, Claudia, schonk. In 2003 begon hij een relatie met de toneelactrice en zangeres Ottavia Fusco. Hij trad met haar in het huwelijk in december 2013.
Squitieri overleed in 2017 op 78-jarige leeftijd aan de gevolgen van ademhalingsproblemen.

## Filmografie

### Langspeelfilms
- 1969: Io e Dio
- 1970: Django sfida Sartana (onder het pseudoniem William Redford)
- 1971: La vendetta è un piatto che si serve freddo (onder het pseudoniem William Redford)
- 1972: Camorra
- 1973: Viaggia, ragazza, viaggia, hai la musica nelle vene
- 1974: I guappi
- 1975: L'ambizioso
- 1977: Il prefetto di ferro
- 1978: L'arma
- 1978: Corleone
- 1980: Razza selvaggia
- 1984: Claretta
- 1985: Il pentito
- 1988: Russicum - I giorni del diavolo
- 1988: Gli invisibili
- 1989: Il colore dell'odio
- 1990: Atto di dolore
- 1991: Corsica (anthologiefilm)
- 1998: Stupor Mundi
- 1999: Li chiamarono... briganti!
- 2003: L'avvocato de Gregorio
- 2011: Father
- 2014: L'altro Adamo

### Televisie
- 1983: La segnorina, episode van de televisieserie  Dieci registi italiani, dieci racconti italiani
- 1986: Naso di cane (driedelige miniserie)
- 2000: Élisabeth - Ils sont tous nos enfants (film)
- 2010: Il giorno della Shoah (film)

- Biblioteca Nacional de España: XX1349936
- Bibliothèque nationale de France: cb14138689p (data)
- Gemeinsame Normdatei: 137930887
- International Standard Name Identifier: 0000 0001 1952 1090
- Library of Congress Control Number: no2005045926
- Nationale Bibliotheek van Israël: 987007332684005171
- Nederlandse Thesaurus van Auteursnamen: 073286877
- Istituto Centrale per il Catalogo Unico: RAVV242029
- Système universitaire de documentation: 078531357
- Virtual International Authority File: 86095506
- WorldCat: E39PBJdWQBChd38mQXypBxDwmd